# Boone Tavern Hotel
Le Boone Tavern Hotel est un hôtel américain situé à Berea, dans le Kentucky. Ouvert en 1909, il est membre des Historic Hotels of America depuis 1994 et est inscrit au Registre national des lieux historiques depuis le 11 janvier 1996.